# 붉은 집 살인사건
《붉은 집 살인사건》은 도진기가 쓴 장편 추리소설로, '변호사 고진 시리즈'의 첫 번째 작품이다. 작가의 첫 장편소설이기도 하다.
2010년 9월 들녘출판사에서 '어둠의 변호사 - 붉은 집 살인사건'이라는 제목으로 먼저 출간되었다가, 2016년 황금가지에서 '붉은 집 살인사건' 제목으로 재출간되었다.
작품의 핵심 트릭은 작가가 과거 시력이 좋지 못했던 당시, 안국역을 걸으며 '언젠가 눈이 멀어 쓸모 없게 되었을 때 아내가 완전범죄로 나를 죽이려면 어떤 방법을 쓸 수 있을까?'를 생각하면서 구상하였다고 한다.

## 시놉시스
뒷세계의 사건을 처리하며 일명 '어둠의 변호사'로 불리는 고진은 남광자라는 여자의 의뢰를 받는다. 남광자의 집은 우면산 인근 언덕에 위치한 붉은색의 대저택이었다. 그곳에는 남광자 일가, 그리고 그녀의 의붓오빠인 서태황 일가가 각 층에 가정을 꾸리고 함께 살고 있었다. 남광자는 위암 환자인 오빠 남성룡 교수의 녹음유언을 우연히 엿듣고, 2순위 상속인이 다름 아닌 '서씨'라는 내용을 알게 된 뒤 고진을 부른 것이었다. 단순 유산 다툼에 관심이 없던 고진은 자리를 떠나려다가, 남광자가 파란만장한 가족사를 털어놓자 호기심을 가진다. 그것은 오래 전 남광자의 어머니가 남편 서판곤에게 살해당했으며, 또 2년 전 서태황의 아내가 강도에게 살해당했다는 이야기였다. 그런 뒤에 고진은 남광자의 조카이자 유산의 1순위 상속인인 남진희를 마주친다.
남진희의 미모와 기이한 가족사에 매료된 고진은 지인이자 2년 전 사건을 담당했던 이유현 경위의 도움을 얻어 붉은 집 일가를 조사하기 시작한다. 서태황 일가와 남성룡 교수의 이야기, 오래 전 서판곤 사건을 담당했던 형사의 이야기까지 들으며 그들의 가족사를 탐구한다. 고진은 제2의 살인이 일어날 것 같다는 예감을 하지만, 이렇다 할 수확이 없어 조사는 지지부진해진다. 그러나 반년이 지난 어느 날 남진희가 부산 해운대의 별장에서 추락사하는 사건이 일어난다. 사고사가 유력한 정황이었으나, 고진은 붉은 집 일가의 누군가가 남진희를 살해했으리라고 여겨 다시 수사에 착수한다.

## 목차
붉은 집 / 과거로부터 온 살인 / 천국의 계단 / 알리바이, 알리바이 / 탁류 / 마지막 목소리 / 의심과 진실 / 대면 / 어둠의 변호사

## 등장인물

### 남씨 일가
- 남광자: 고진의 의뢰인. 62세. 남성룡의 유언을 우연히 엿듣게 되고 유산 문제로 어둠의 변호사 고진을 찾는다.
- 남성룡: 남광자의 오빠. 63세. 서울대학교 인문대 교수로, 사람의 범죄 성향이 유전된다는 이론으로 알려져 있다.
- 남진희: 남성룡의 딸. 26세. 남성룡의 유산 제1상속인. 고진이 한눈에 매료된 미인이며, 망막색소변성증으로 현재는 시력을 잃었다. 어릴 적 어머니를 따라 집을 나갔다가 어머니가 죽은 뒤 되돌아 왔다.
- 김해련: 남성룡의 아내. 12년 전 남진희를 데리고 집을 나갔다가, 작년에 심근경색으로 죽었다. 향년 58세.
- 이분희: 남성룡과 남광자 남매의 친모. 첫 남편과의 사이에서 남매를 얻고 난 뒤 이혼하였고, 서판곤과 재혼하였다. 그러나 서판곤에게 칼로 난자당해 사망하였다.

### 서씨 일가
- 서태황: 남성룡, 남광자 남매의 의붓형. 65세. 전직 전직 군 장성(투스타)으로 매사에 엄격한 태도을 갖고 있으며, 매일 아침 우면산을 등산하는 일정이 있다.
- 서형일: 서태황의 큰아들. 32세. 정수기 회사의 영업사원으로 일하고 있다. 고아원에서 입양된 양아들이다.
- 서두리: 서태황의 둘째아들. 29세. 과거 선돌 건축설계사무소에서 임시직으로 일했으나, 현재는 무직.
- 서해리: 서태황의 딸. 26세. 청담동의 술집 '레인보우'에서 일하고 있다. 부모님과 크게 싸운 뒤 집을 나가 있는 상태로, 현재는 이태원의 월세방에서 남자친구와 함께 살고 있다.
- 박은순: 서태황의 아내. 2년 전 집에 침입한 강도에게 살해당했다. 향년 59세.
- 서판곤: 이분희의 재혼한 남편. 소금과 아편을 판매하여 큰 부를 얻은 사업가이다. 아내를 살해한 후 도주했다가, 몇 달 뒤 유명산 어느 동굴 속에서 시체로 발견되었다.

### 기타 관련 인물
- 별채의 노인: 붉은 집 별채에 살고 있는 몸이 불편한 노인. 신원은 불분명하며, 박은순 사건 직후 붉은 집에 찾아와서 집안 관리를 도우며 별채에 머물고 있다.
- 김청희: 과거 서두리가 일했던 설계사무소의 홍보팀장. 박은순 사건 당시 서두리의 알리바이를 증언했다.
- 김병윤: 서해리의 남자친구. 다리가 하나 없는 무직자.
- 박관행: 서형일의 친구. 사기·문서 위조 등의 전과가 있으며, 서형일이 유럽을 여행중일 때 박관행도 유럽에 있었다.
- 김채문: 박관행의 범행을 도운 남자.
- 이종규: 서두리의 군대 동기. 남진희 사건 때 서두리의 알리바이를 증언했다.
- 이연화: 남진희의 별장을 관리하던 조선족 가사 도우미.

### 경찰측 인물
- 고진: 주인공. 판사로 재직하다 3년 전 그만두고 변호사가 되었다. 일반적인 의뢰가 아닌 암적인 법률 의뢰를 중심으로 받고 있으며 그 때문에 '어둠의 변호사'로 불린다.
- 이유현: 서초경찰서 강력팀장으로, 고진의 지인. 직책은 경위. 3년 전 모종의 사건을 계기로 고진과 알게 되었으며, 개인적인 사건으로 다시 만난 것을 계기로 고진의 일을 돕고 있다. 고진의 특이한 성격과 독특한 직관에 흥미를 갖고 있다.
- 이방남: 과거 이분희 살인사건을 담당했던 형사. 현재는 은퇴 후 강원도 고성에서 여생을 보내고 있다.
- 이동배: 해운대경찰서 소속의 몸집 큰 형사. 남진희 사망 사건을 담당한다.

## 진상
박은순과 남진희를 살해한 것은 서형일이고, 그를 뒤에서 조종한 것은 친아버지였던 남성룡 교수이다.
박은순은 김해련이 죽기 전 보낸 편지를 받고 서형일이 남성룡이 외도로 낳은 아들임을 알게 된다. 경악한 박은순은 서태황과 논의하여 서형일을 파양하려고 들었다. 이에 서형일은 유산은 물론이고 전직 장성의 아들이라는 명예까지 잃는다는 위기감을 느낀다. 그래서 유럽 배낭여행을 간 것으로 알리바이를 위장하고 박관행을 이용해 위조여권으로 귀국한 뒤, 박은순을 살해한다. 남성룡은 이때 우연히 서형일의 범행을 목격하고, 친아들의 범죄 성향을 알아보게 된다.
김해련은 집을 나갈 때 딸을 남편으로부터 보호하기 위해 남성룡에게 남진희가 친딸이 아니라고 거짓말을 했다. 이로 인해 의심이 생긴 남성룡은 진짜 딸이 아닌 남진희에게 유산을 물려주고 싶지 않다는 마음이 생긴다. 마침 암에 걸려 여생이 얼마 남지 않은 남성룡은 남진희를 죽이기로 한다. 1순위를 남진희로, 2순위를 서형일로 하는 녹음유언을 남긴 뒤 실수를 가장해 서형일에게 누설한다.
서형일은 유산을 독차지할 생각으로 남진희를 살해할 계획을 세운다. 간밤에 해운대 별장으로 가서, 남진희가 자는 사이 침실의 구조를 바꾸었다. 침실이 대칭 구조로 된 것을 이용해 침대를 돌려 놓아 비상문을 침실  출입문으로 보이도록 만들었다. 눈이 보이지 않는 남진희는 잠에서 깨어나 습관대로 문을 열고 나섰다가 비상계단 아래로 떨어져 죽게 된다. 범행 후 서형일은 미리 준비한 공범과 통행권을 교환하여 가짜 톨게이트 기록을 남겨 알리바이를 만든다.
진상을 눈치챈 고진은 서형일을 찾아가 친부가 남성룡임을 밝힌 뒤, 남성룡이 곧 습격해 올 것이라며 녹음기를 준다. 남성룡은 남진희가 친딸임을 알게 된 뒤 분노하여, 서형일을 잠자리에서 칼로 찌른다. 죽기 직전 서형일은 '아버지'를 언급하여 녹음기에 다잉메시지를 남긴다. 처음에는 양아버지 서태황이 체포되지만 고진의 폭로로 인해 친아버지였던 남성룡이 검거된다. 남성룡은 재판 도중에 병세가 악화되어 사망함으로써 사건은 끝이 난다. 이후 오빠의 막대한 유산을 상속받은 남광자는 고진에게 사례금 1억 원을 준다. 고진은 그 돈을 전액 서울맹인복지회에 기부한다.